# Mohammed Salameh
Mohammed A. Salameh (en arabe : محمد سلامة), né le 1er septembre 1967 en Palestine est un terroriste islamiste. Il est l'un des auteurs de l'attentat du World Trade Center de 1993. En mars 1994, il est reconnu coupable lors du procès de l’attentat du World Trade Center. En mai 1994, il est condamné à 240 années d'emprisonnement. Il est incarcéré dans la prison de très haute sécurité ADX Florence.
Mohammed Salameh entre aux États-Unis par l'aéroport international John-F.-Kennedy de New York le 17 février 1988 depuis la Jordanie avec un visa touristique de six mois puis y reste illégalement,. Il s'installe à Jersey City et devient un fidèle de la mosquée d'Omar Abdel Rahman lorsque celui-ci y prêche au début des années 1990. Le 23 juillet 1992, il tente pour la première fois d'obtenir un permis de conduire de l'État du New Jersey et échoue. Après trois autres tentatives infructueuses, il finit par obtenir un permis de conduire à New-York le 8 septembre 1992. Il devient le conducteur de la cellule terroriste, loue la camionnette piégée qui contient la bombe de l'attentat et la conduit jusque dans les parkings du World Trade Center.